# Encaixada

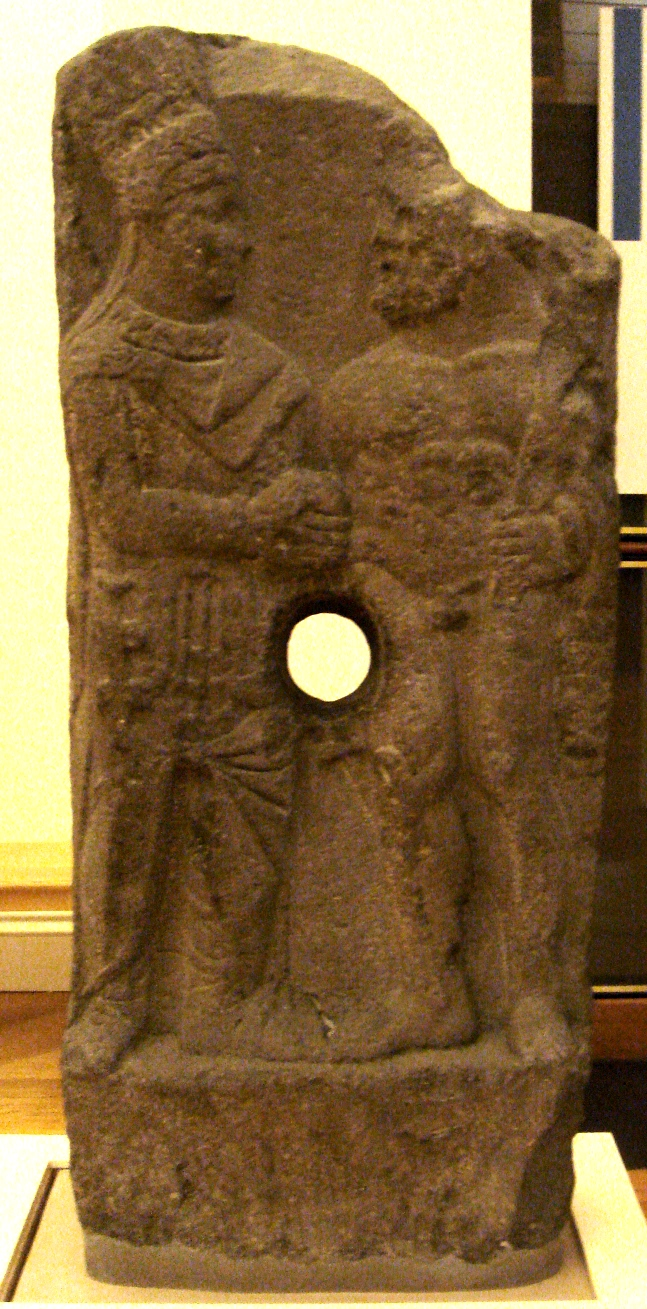
Antíoc I de Commagene realitzant una encaixada de mans amb Hèracles (Museu Britànic).

Una encaixada és un tipus de ritual curt, on dues mans dretes o esquerres són aferrades una amb l'altra, generalment realitzat quan dues persones es troben o acomiaden, o quan s'acaba un acord. El seu propòsit és demostrar bones intencions i possiblement hagi estat originat com un gest per a mostrar que les mans no carreguen armes.

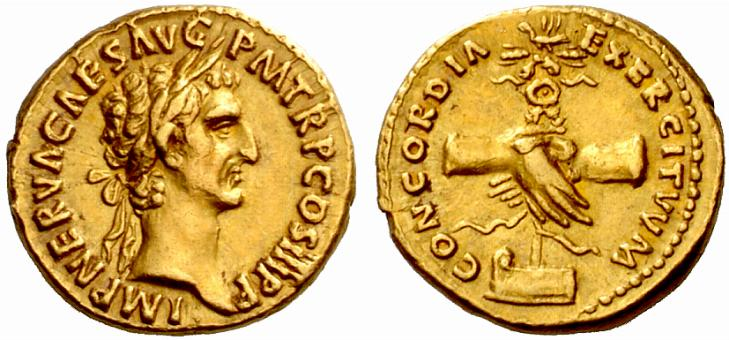
Moneda de Nerva amb una encaixada de mans en un dels seus reversos.

Generalment és considerat inadequat rebutjar una encaixada i en la majoria dels cercles socials s'espera que aquella persona amb el major estatus social sigui qui ho iniciï, particularment d'una reina.
Antigament era considerat un insult el lliurar la mà esquerra en comptes de la dreta, però avui dia, els Scouts, membres de les organitzacions que promouen l'escoltisme, han conreat la tradició d'una salutació amb la mà esquerra basats en una experiència de guerra de Robert Baden-Powell. Tanmateix, en alguns llocs (l'Àfrica, els països àrabs i l'Índia, majorment) és considerat de molt mala educació donar la mà esquerra, ja que és la mà usada per a netejar-se després de defecar.
En molts llocs del món una encaixada de mans amb una estreta mediocre o no existent no és ben acceptat. Tampoc sol ser apreciada una salutació de mans on només un dels participants té la mà suada o bruta, especialment si pateix alguna malaltia, ja que les encaixades són una via comuna de transmissió del virus d'un refredat.
L'encaixada és originària de l'Europa Occidental i va ser utilitzada en la seva forma moderna per primera vegada pels quàquers anglesos en el segle xvii.
L'origen de l'encaixada data de l'edat mitjana, els cavallers per a saludar-se "donaven" la mà contrària al lloc on duia l'espasa, (que solia anar penjada a l'esquerra) a l'oferir aquesta mà el contrincant s'assegurava que aquest no trauria l'espasa de cop i volta per a atacar-li.
Avui dia l'encaixada és utilitzada en tot el món, encara que algunes cultures posseïxen formes alternatives de saludar. Es diu que societats secretes i alguns grups privats incorporen salutacions de mans úniques.